# Martha Wayles Skelton Jefferson
Martha Wayles Skelton Jefferson, née le 30 octobre 1748 à Charles City (Virginie) et morte le 6 septembre 1782 à Monticello (Virginie), est l'épouse de Thomas Jefferson, décédée avant que celui-ci ne devienne le troisième président des États-Unis (1801-1809). 

## Biographie
Martha Wayles Skelton Jefferson est la fille aînée de John Wayles (1715 - 1773), un riche avocat et planteur du comté de Charles City, en Virginie et de sa première femme Martha Eppes (1712 - 1748). 
Elle épouse en premières noces, en 1766, Barthurst Skelton, dont elle a un fils, John Wayles Skelton (1767-1771). Après le décès de son mari en 1768, elle rencontre Thomas Jefferson qu'elle épouse en 1772 et dont elle a six enfants : 
- Martha (1772–1836)
- Jane Randoph (1774-1775)
- un fils mort-né (1777)
- Mary "Polly" Jefferson (1778–1804)
- Lucy Elizabeth (1780-1781)
- Lucy Elizabeth (1782-1784)

Elle apporte en mariage au futur président des États-Unis une partie de sa fortune. 
Elle meurt en 1782 à Monticello (Virginie), provoquant le chagrin de son mari qui l'aimait profondément. Néanmoins, les témoins rapportent que « lors des obsèques de son épouse, Jefferson avait gardé les yeux secs et, tandis que l'on creusait sa tombe, il avait froidement calculé le temps qu'il faudrait aux fossoyeurs pour retourner une acre de terre. »